# Prolabeops melanhypopterus
Prolabeops melanhypopterus és una espècie de peix cipriniforme de la família dels ciprínids.

## Morfologia
- Els mascles poden assolir 8,5 cm de longitud total.[4][5]

## Hàbitat
És un peix d'aigua dolça i de clima tropical.

## Distribució geogràfica
Es troba a Àfrica: conca del riu Sanaga (el Camerun).